# Isaac M. Laddon
Isaac M. Laddon, all'anagrafe Isaac Machlin Laddon (Garfield, 25 dicembre 1894 – San Diego, 14 gennaio 1976), è stato un ingegnere e progettista statunitense.

## Biografia
Fu educato all'Università McGill, a Montréal, dal 1915. Entrò nell’U.S. Air Service Experimental and Engineering Test Center di McCook Field (Ohio) nel 1917 e in due anni divenne l'ingegnere capo per lo sviluppo di tutti i grandi aeroplani. Ottenne numerosi brevetti nell'industria aeronautica.
Entrò nella Consolidated Aircraft Corporation come capo ingegnere nel 1927. I suoi progetti includevano il Consolidated Commodore del 1928, il primo della serie dei famosi idrovolanti Consolidated, che si evolsero nel Consolidated PBY Catalina, del quale furono costruiti 3282 esemplari. Il suo Consolidated B-24 Liberator fu il bombardiere più prodotto della Seconda guerra mondiale. Fu anche responsabile della progettazione degli aerei di linea della Convair, usati in tutto il mondo dalle compagnie aeree commerciali.